# Anastrepha pseudoparallela
Anastrepha pseudoparallela är en tvåvingeart som först beskrevs av Friedrich Hermann Loew 1873.  Anastrepha pseudoparallela ingår i släktet Anastrepha och familjen borrflugor. Inga underarter finns listade i Catalogue of Life.